# هنري بوين
هنري بوين (بالإنجليزية: Henry Bowen)‏ هو محامي وسياسي أمريكي، ولد في 26 ديسمبر 1841، وتوفي في 29 أبريل 1915 في مقاطعة تازويل في الولايات المتحدة. حزبياً، نشط في الحزب الجمهوري. وقد انتخب عضو مجلس نواب الولايات المتحدة عن ولاية فرجينيا وانتخب عضو مجلس النواب الأمريكي.